# Facebook Messenger
Facebook Messenger é um mensageiro instantâneo e aplicativo que fornece texto e comunicação por vídeo e é desenvolvido e publicado pela Meta, inc.. Uma vez que o Facebook é baseado no recurso de bate-papo web, ele suporta o protocolo de código-fonte aberto XMPP. Ele conecta, principalmente, os usuários do Facebook e sincroniza com o site. Em 2015, a empresa anunciou que o "messenger" agora é uma plataforma de aplicativos, para tornar as conversas mais práticas, por meio de GIFs, fotos, vídeos, entre outros. A plataforma tem como objetivo ajudar os desenvolvedores a criarem aplicativos que se integrem ao Messenger.
No Brasil, a troca de mensagens instantâneas é um dos principais usos dos aparelhos móveis, como celulares ou smartphones: 83,3% dos lares monitorados pela Kantar disseram usar aplicativos de mensagens instantâneas em 2016, aumento de 9,8 pontos percentuais em relação ao ano anterior.

## Messenger para celular/telemóvel

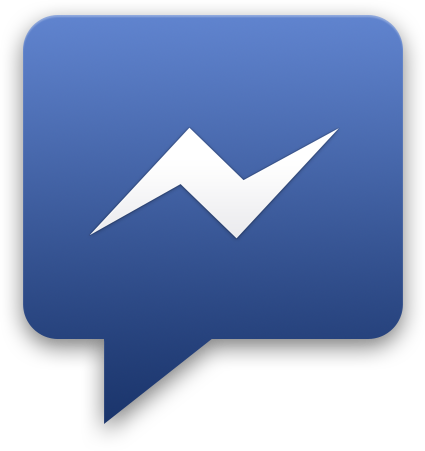
Ícone do Messenger de 2011 a 2013

Ícone do Messenger de 2013 a 2018

Ícone do Messenger de 2018 a 2020

Ícone do Messenger de 2020 a 2025

Ícone do Messenger desde fevereiro de 2025

Messenger para celular/telemóvel foi lançado em 9 de agosto de 2011, para iOS e Android; uma atualização de 11 de outubro tornou o app disponível para BlackBerry OS. No dia 23 de fevereiro de 2014, foi anunciado oficialmente pela Microsoft, que o aplicativo seria lançado nas próximas semanas para Windows Phone. Em 4 de março o aplicativo foi disponibilizado na Windows Phone Store. Sua funcionalidade foi desagregada do Facebook oficial para aplicação móvel, permitindo conversar mensagens a serem enviadas e recebido com notificações.

### Facebook Messenger Lite
Facebook Messenger Lite é a versão mais simples do aplicativo, desenvolvida principalmente para economizar dados e bateria. O Messenger Lite foi desenvolvido para aparelhos mais básicos e com poucos recursos.

## Messenger para desktop
Messenger para Windows Desktop foi "oficialmente" lançado em 5 de março de 2012 para Windows 7.
Teste do software começou entre um grupo limitado de beta-testers em 21 de novembro de 2011. No entanto, um link que vazou para um software em estágio beta foi publicamente revelado para blogueiros de tecnologia da TechIT, blogue israelense. Facebook respondeu no mesmo dia, ao anunciar a disponibilidade do link através do seu Centro de Ajuda.
O Facebook anunciou que a partir de 3 de março de 2014, encerraria o suporte do aplicativo para Windows. Isso diminuiu as esperanças de um aplicativo para Mac OS X.

## Controvérsias
Em 2019, o CEO do então Facebook, Mark Zuckerberg, anunciou que a empresa estava desenvolvendo criptografia de ponta-a-ponta e que esta viria a funcionar por padrão no Messenger, possibilitando uma integração entre os serviços ofertados por ela. Segundo o empresário, no entanto, a funcionalidade poderia levar anos até ser definitivamente implementada. No mesmo ano, autoridades dos Estados Unidos, do Reino Unido e da Austrália instaram a empresa a interromper o projeto devido ao que chamaram de "riscos à segurança pública". Outras preocupações levantadas se referem à possibilidade de que a funcionalidade impeça o combate a crimes cibernéticos.
Em julho de 2022, um ex-funcionário da Meta que trabalhava como "rastreador de conteúdo" anunciou que estava entrando com ação contra a empresa em um tribunal da Califórnia por ter sido demitido após críticas feitas por ele à política de privacidade do Messenger. Segundo ele, a Meta permite que um protocolo seja utilizado para que funcionários da empresa acessem livremente as mensagens excluídas pelos usuários, o que contrariaria as alegações da companhia de que "uma vez que o conteúdo fosse excluído por seus usuários, ele não permaneceria em nenhum servidor do Facebook e seria removido permanentemente".